# Deuxième circonscription du Bas-Rhin
La deuxième circonscription du Bas-Rhin est l'une des neuf circonscriptions législatives françaises que compte le département du Bas-Rhin. Elle regroupe les quartiers sud de la ville de Strasbourg ainsi que la commune d'Illkirch-Graffenstaden.

## Description géographique et démographique

### De 1958 à 1962
La deuxième circonscription du Bas-Rhin était composée de :
- canton de Strasbourg-Est
- canton de Strasbourg-Ouest

(Source : Journal Officiel du 14-15 Octobre 1958).

### De 1962 à 1986
De 1962 à 1986 la deuxième circonscription regroupait l'ensemble des cantons périphériques de la ville de Strasbourg, les anciens cantons III, VI, VII, VIII, IX et X.

### Depuis 1988
La deuxième circonscription du Bas-Rhin englobait l'ensemble de la partie sud de la ville de Strasbourg. Elle était composée des anciens cantons suivant :
- canton de Strasbourg III (correspondant aux quartiers de la Krutenau, de la Bourse et de l'Esplanade)
- canton de Strasbourg VII (correspondant au quartier de la Meinau)
- canton de Strasbourg VIII (correspondant au quartier du Neudorf)
- canton de Strasbourg X (correspondant aux quartiers du Neuhof et du Port du Rhin).

### Depuis 2010
Aux 4 cantons précédents s'est rajoutée la commune d'Illkirch-Graffenstaden.

## Description sociologique
Ville de tradition protestante luthérienne, Strasbourg est depuis le XIXe siècle plus nettement catholique, et cela dans l'ensemble des quartiers de la ville. La communauté juive est très présente dans le centre-ville, Strasbourg ayant la deuxième communauté juive de France. La communauté musulmane, constituée à la suite des mouvements migratoires des années 1960-70, est aussi présente, particulièrement dans les quartiers périphériques.
Circonscription plus « populaire » que la première, elle est marquée par une plus forte pratique du dialecte dans ces quartiers, qui reste cependant inférieure à celle dans les autres circonscriptions du département. Globalement, le Français s'est assez rapidement répandu à Strasbourg après son retour à la France en 1919.

## Description politique
La deuxième circonscription regroupait à l'origine l'ensemble des cantons non centraux de Strasbourg: les quartiers du Neudorf, de la Meinau, de l'Esplanade, mais aussi Cronenbourg, Koenigshoffen et le Neuhof. Durant l'entre-deux-guerres, la circonscription fut le fief du communiste autonomiste Jean-Pierre Mourer, qui emporta le siège en 1928, et le conserva en 1932 et 1936, contre le socialiste Naegelen. En dépit de son étiquette communiste, le député sortant était parfois soutenu au second tour par le parti catholique, qui appuyait son orientation autonomiste et refusait l'orientation anticléricale de la SFIO.
De 1958 à 1981 cet ensemble très large et assez hétéroclite constitua le fief du chef de la droite gaulliste, le "ministre alsacien" André Bord. Celui-ci rassemblait, à l'instar du député Radius, des majorités considérables contre les candidats démocrates-chrétiens qui lui furent opposés au cours des années 1960-1970, et notamment le futur député Émile Koehl. La circonscription apparaissait alors comme un bastion urbain du gaullisme, le général de Gaulle y rassemblant plus de 73 % en 1965. André Bord y fut réélu au premier tour en 1962, 1967 et 1968. Cependant, reflet d'une domination locale très imparfaite, la plupart des mandats de conseillers généraux restaient aux mains de démocrates-chrétiens.
À compter des élections de 1973, et surtout à la suite de l'élection de Valéry Giscard d'Estaing, le leadership de Bord fut de plus en plus nettement mis en cause par des candidats démocrates-chrétiens et socialistes. Il fut mis en ballottage en 1973 et 1978 par le candidat socialiste issu des JOC, Jean Oehler. Son autoritarisme, la perte de son poste de ministre au profit du démocrate-chrétien Daniel Hoeffel, ainsi qu'une gestion contestée du club de football de Strasbourg, affaiblirent considérablement sa position dans la circonscription. En 1979 Bord se présenta aux élections cantonales de la Meinau contre Daniel Hoeffel, dans ce qui est considéré comme l'un des duels majeurs de la vie politique alsacienne. Hoeffel le battit d'une courte tête (50,4 %). Cette défaite fut considérée comme le symbole du reflux de la droite gaulliste à Strasbourg et en Alsace au profit du centre-droit démocrate-chrétien. La deuxième circonscription choisit pourtant un changement plus radical en 1981, en élisant nettement le socialiste Jean Oehler (55 %), très implanté à Cronenbourg et Hautepierre, contre Bord, qui ne l'emportait qu'à la Meinau.
L'élection d'un député socialiste à Strasbourg - la première depuis 1932 - provoqua un choc certain dans la vie politique de la ville, mais Jean Oehler ne réussit à bouleverser la donne municipale, étant battu en 1983 par le candidat démocrate-chrétien Marcel Rudloff (UDF-CDS), élu au premier tour avec 54,5 %. Le score du candidat socialiste était plutôt médiocre (24 %), et il ne l'emportait dans aucun canton de sa circonscription. De plus l'ensemble des conseillers généraux restaient en 1986 membres du RPR ou de l'UDF. À la suite de la réforme des circonscriptions de 1986, la deuxième circonscription ne regroupa plus que les quartiers sud de Strasbourg. Au regard des résultats nationaux de 1988 la gauche gardait de bonnes chances de l'emporter lors des élections législatives organisées peu après. La candidate PS, Catherine Trautmann, fut pourtant battue par le démocrate-chrétien Marc Reymann, celui-ci l'emportait de très peu (50,3 %), grâce aux cantons de la Meinau et Neudorf. Il fut réélu en 1993 (59 %) 1997 (53,3 %) et 2002 (50,5 %), battant notamment Roland Ries en 2002, et Jean-Claude Petitdemange en 1997.
Cette circonscription urbaine, composée de quartiers « populaires », avait été considérée comme plutôt à gauche lors de sa constitution en 1986. En fait, les candidats socialistes, parmi lesquels Catherine Trautmann en 1988 et Roland Ries en 2002, n'ont pas réussi à l'emporter. La droite reste très bien implantée à la Meinau, garde de bonnes bases au Neudorf - bien que la gauche y progresse fortement depuis 2002 - elle a progressé dans les quartiers très populaires du Neuhof depuis 1988. La gauche est très forte dans le quartier de l'Esplanade, en progression au Neudorf qui semble se « boboïser », mais plutôt en recul au Neuhof-Stockfeld. Enfin, le FN est très bien implanté dans cette circonscription depuis 1986, il n'a cependant jamais pu participer au second tour depuis 1988. L'extrême droite est très bien implantée dans le canton du Neuhof, où Jean-Marie Le Pen réalisait l'un de ses meilleurs scores alsaciens en 1995 et 2002.
À l’élection présidentielle de 1988 la circonscription votait pour François Mitterrand (51,5 %). En 1995 c'est Lionel Jospin qui se plaçait en tête (23,6) devant Jean-Marie Le Pen (22,1 %), Édouard Balladur (21,7 %) et Jacques Chirac (16,1 %). Au second tour elle choisissait Jacques Chirac (53,5 %). En 2002 elle plaçait Jean-Marie Le Pen en tête (19,5 %) devant Jacques Chirac (17,5 %), Lionel Jospin (16,6 %) et François Bayrou (11,7 %).
Lors des élections présidentielle et législatives de 2007, la circonscription a placé Nicolas Sarkozy (29,9 %) en tête, devançant Ségolène Royal (28 %), François Bayrou (22,5 %) et Jean-Marie Le Pen (9,5 %). Ce dernier réalisait à cette occasion sa plus mauvaise performance depuis 1984, chutant parfois de manière spectaculaire dans certains cantons (notamment au Neuhof), souvent au profit de Nicolas Sarkozy, voire de François Bayrou. Nicolas Sarkozy réalisait sa meilleure performance à la Meinau, et réalisait de bons scores au Neudorf et au Neuhof. Ségolène Royal se plaçait en tête à l'Esplanade-Krutenau, réalisant par ailleurs une bonne performance au Neudorf. Enfin, François Bayrou réalisait ici comme ailleurs à Strasbourg une performance proche de son score alsacien, et progressait de plus de dix points ici; il se distinguait au Neudorf et au Neuhof, dont la conseillère générale le soutenait. Le second tour plaça Nicolas Sarkozy en tête d'une faible marge (50,9 %) - sa plus faible de la région -, il devançait assez largement Ségolène Royal à la Meinau, au Neudorf et au Neuhof avec 52 %. Ségolène Royal l'emportait largement à Strasbourg III, progressait au Neudorf par rapport à Lionel Jospin en 1995, mais régressait au Neuhof.
Les élections législatives organisant la succession de Marc Reymann furent donc considérées, au vu des résultats présidentiels, comme ouvertes pour les trois principaux candidats: Jean-Philippe Maurer (UMP), conseiller général de la Meinau et suppléant du député sortant, Philippe Bies (PS), conseiller général du Neudorf, et Pascale Jurdant-Pfeiffer (Modem), conseillère générale du Neuhof et adjoint au maire. Le premier tour confirma cependant l'ancrage à droite de la circonscription, le candidat de l'UMP arrivait largement en tête (38,8 %), devant le candidat PS (25,5 %) et la candidate Modem (13,7 %). Jean-Philippe Maurer réalisait ses meilleures performances à la Meinau et au Neudorf, Philippe Bies à l'Esplanade-Krutenau et au Neudorf, Pierre Jurdant-Pfeiffer au Neuhof. Le second tour confirma les tendances du 10 juin, Jean-Pierre Maurer améliora le score de Marc Reymann en 2002 (51,3 %), devançant facilement Philippe Bies à la Meinau et au Neuhof, le battant par ailleurs au Neudorf. Le candidat PS confirmait le fort score de la gauche à l'Esplanade et à la Krutenau.
De manière générale les tendances de 2007 confirmaient partiellement les évolutions récentes de la circonscription. Le canton de la Meinau restait le principal fief de la droite, cela étant encore renforcé par l'implantation personnelle de Jean-Philippe Maurer. À l'inverse, le canton III de l'Esplanade et de la Krutenau semble nettement marqué à gauche, plus nettement à la Krutenau qu'à l'Esplanade cependant. L'évolution à gauche du Neudorf semblait être infirmée par le score de Nicolas Sarkozy (52,2 %) et surtout par la victoire de Jean-Pierre Maurer (50,8 %) sur le conseiller général Philippe Bies. Enfin la droitisation du Neuhof s'est poursuivie tant à la présidentielle (Nicolas Sarkozy améliorant le score de Jacques Chirac en 1995 et même celui de Valéry Giscard d'Estaing en 1981), qu'aux législatives, une majorité des voix de Pascale Jurdant-Pfeiffer ayant suivi ses consignes de vote en faveur de Jean-Pierre Maurer au second tour (54,8 % pour le candidat UMP).

## Historique des députations
| Législature | Début de mandat | Fin de mandat  | Député               | Parti politique | Observations |
| ----------- | --------------- | -------------- | -------------------- | --------------- | --- |
| Ire         | 9 décembre 1958 | 9 octobre 1962 | André Bord           | UNR             | Conseiller général de Strasbourg VIII Mandat écourté à la suite d'une dissolution parlementaire décidée par Charles de Gaulle.                                                                |
| IIe         | 6 décembre 1962 | 2 avril 1967   | André Bord           | UNR-UDT         | Conseiller général de Strasbourg VIII |
| IIIe        | 3 avril 1967    | 30 mai 1968    | André Bord           | UDVe            | Conseiller général de Strasbourg VIII Mandat écourté à la suite d'une dissolution parlementaire décidée par Charles de Gaulle.                                                                |
| IVe         | 11 juillet 1968 | 1er avril 1973 | André Bord           | UDR             | Conseiller général de Strasbourg VIII |
| Ve          | 2 avril 1973    | 2 avril 1978   | André Bord           | UDR puis RPR    | Conseiller général de Strasbourg VIII |
| VIe         | 3 avril 1978    | 22 mai 1981    | André Bord           | RPR             | Conseiller général de Strasbourg VIII Mandat écourté à la suite d'une dissolution parlementaire décidée par François Mitterrand.                                                              |
| VIIe        | 2 juillet 1981  | 1er avril 1986 | Jean Oehler          | PS              | Conseiller général de Strasbourg VI |
| VIIIe       | 2 avril 1986    | 14 mai 1988    | Marc Reymann         | UDF-CDS         | Adjoint au maire de Strasbourg Proportionnelle par département, pas de député par circonscription. Mandat écourté à la suite d'une dissolution parlementaire décidée par François Mitterrand. |
| IXe         | 23 juin 1988    | 1er avril 1993 | Marc Reymann         | UDF-CDS         | Adjoint au maire de Strasbourg |
| Xe          | 2 avril 1993    | 21 avril 1997  | Marc Reymann         | UDF-CDS         | Conseiller municipal de Strasbourg Mandat écourté à la suite d'une dissolution parlementaire décidée par Jacques Chirac.                                                                      |
| XIe         | 12 juin 1997    | 18 juin 2002   | Marc Reymann         | UDF-CDS         | Conseiller municipal de Strasbourg |
| XIIe        | 19 juin 2002    | 19 juin 2007   | Marc Reymann         | UMP             | |
| XIIIe       | 20 juin 2007    | 19 juin 2012   | Jean-Philippe Maurer | UMP             | Conseiller général de Strasbourg VII |
| XIVe        | 20 juin 2012    | 20 juin 2017   | Philippe Bies        | PS              | |
| XVe         | 21 juin 2017    | 21 juin 2022   | Sylvain Waserman     | MODEM           | |

## Historique des élections

### Élections de 1958
| Candidat       | Candidat        | Parti          | Premier tour | Premier tour | Second tour | Second tour |  |
| Candidat       | Candidat        | Parti          | Voix         | %            | Voix        | %           |  |
| -------------- | --------------- | -------------- | ------------ | ------------ | ----------- | ----------- |  |
|                | André Bord élu  | UNR            | 12 867       | 32,24        | 19 780      | 49,36       |  |
|                | Joseph Klock    | MRP            | 12 212       | 30,6         | 12 555      | 31,33       |  |
|                | Georges Woehl   | SFIO           | 5 476        | 13,72        | 4 390       | 10,96       |  |
|                | Jean Cariou     | Modérés        | 3 650        | 9,15         | Retrait     | Retrait     |  |
|                | René Fliedel    | PCF            | 3 627        | 9,09         | 3 348       | 8,35        |  |
|                | Jean Pfirsch    | Radsoc         | 1 743        | 4,37         |             |             |  |
|                | Antoine Pfirsch | Divers         | 334          | 0,84         |             |             |  |
|                |                 |                |              |              |             |             |  |
| Inscrits       | Inscrits        | Inscrits       | 64 929       | 100,00       | 64 919      | 100,00      |  |
| Abstentions    | Abstentions     | Abstentions    | 23 958       | 36,9         | 24 165      | 37,22       |  |
| Votants        | Votants         | Votants        | 40 971       | 63,1         | 40 754      | 62,78       |  |
| Blancs et nuls | Blancs et nuls  | Blancs et nuls | 1 062        | 2,59         | 681         | 1,67        |  |
| Exprimés       | Exprimés        | Exprimés       | 39 909       | 97,41        | 40 073      | 98,33       |  |

Le suppléant d'André Bord était Jean-Paul Muller, attaché de préfecture.

### Élections de 1962
|                | André Bord sortant réélu | UNR-UDT                   | 18 288 | 52,69  |  |  |  |
|                | Gilbert Jost             | MRP                       | 7 058  | 20,33  |  |  |  |
|                | René Fliedel             | PCF                       | 3 283  | 9,46   |  |  |  |
|                | Georges Woehl            | SFIO                      | 2 776  | 8      |  |  |  |
|                | Raymond Scheibel         | Divers droite (Gaulliste) | 2 042  | 5,88   |  |  |  |
|                | Antoine Pfirsch          | CNIP                      | 1 262  | 3,64   |  |  |  |
|                |                          |                           |        |        |  |  |  |
| Inscrits       | Inscrits                 | Inscrits                  | 64 329 | 100,00 |  |  |  |
| Abstentions    | Abstentions              | Abstentions               | 28 761 | 44,71  |  |  |  |
| Votants        | Votants                  | Votants                   | 35 568 | 55,29  |  |  |  |
| Blancs et nuls | Blancs et nuls           | Blancs et nuls            | 859    | 2,42   |  |  |  |
| Exprimés       | Exprimés                 | Exprimés                  | 34 709 | 97,58  |  |  |  |

Le suppléant d'André Bord était Ernest Rickert, commerçant, conseiller municipal de Strasbourg. Ernest Rickert remplaça André Bord, nommé membre du gouvernement, du 9 février 1966 au 2 avril 1967.

### Élections de 1967
|                | André Bord sortant réélu | UD-Ve          | 27 278 | 57,66  |  |  |  |
|                | Armand Bussé             | CD (PDM)       | 8 333  | 17,61  |  |  |  |
|                | André Lurker             | FGDS (SFIO)    | 6 667  | 14,09  |  |  |  |
|                | Marcel Rosenblatt        | PCF            | 5 031  | 10,63  |  |  |  |
|                |                          |                |        |        |  |  |  |
| Inscrits       | Inscrits                 | Inscrits       | 67 077 | 100,00 |  |  |  |
| Abstentions    | Abstentions              | Abstentions    | 18 661 | 27,82  |  |  |  |
| Votants        | Votants                  | Votants        | 48 416 | 72,18  |  |  |  |
| Blancs et nuls | Blancs et nuls           | Blancs et nuls | 1 107  | 2,29   |  |  |  |
| Exprimés       | Exprimés                 | Exprimés       | 47 309 | 97,71  |  |  |  |

Le suppléant d'André Bord était Ernest Rickert. Ernest Rickert remplaça André Bord, nommé membre du gouvernement, du 8 mai 1967 au 30 mai 1968.

### Élections de 1968
|                | André Bord sortant réélu | UDR (URP)      | 28 971 | 63,44  |  |  |  |
|                | Armand Bussé             | CD (PDM)       | 5 498  | 12,04  |  |  |  |
|                | Alphonse Boosz           | PCF            | 4 212  | 9,22   |  |  |  |
|                | André Lurker             | FGDS (SFIO)    | 3 662  | 8,02   |  |  |  |
|                | René Sager               | PSU            | 1 842  | 4,03   |  |  |  |
|                | Victor Jung              | Régionaliste   | 1 484  | 3,25   |  |  |  |
|                |                          |                |        |        |  |  |  |
| Inscrits       | Inscrits                 | Inscrits       | 65 992 | 100,00 |  |  |  |
| Abstentions    | Abstentions              | Abstentions    | 19 607 | 29,71  |  |  |  |
| Votants        | Votants                  | Votants        | 46 385 | 70,29  |  |  |  |
| Blancs et nuls | Blancs et nuls           | Blancs et nuls | 716    | 1,54   |  |  |  |
| Exprimés       | Exprimés                 | Exprimés       | 45 669 | 98,46  |  |  |  |

Le suppléant d'André Bord était Ernest Rickert. Ernest Rickert remplaça André Bord, nommé membre du gouvernement, du 13 août 1968 au 1er avril 1973.

### Élections de 1973
| Candidat       | Candidat                 | Parti          | Premier tour | Premier tour | Second tour | Second tour |  |
| Candidat       | Candidat                 | Parti          | Voix         | %            | Voix        | %           |  |
| -------------- | ------------------------ | -------------- | ------------ | ------------ | ----------- | ----------- |  |
|                | André Bord sortant réélu | UDR (URP)      | 23 082       | 46,44        | 24 841      | 49,95       |  |
|                | Georges Melenotte        | CD (MR)        | 10 310       | 20,74        | 10 256      | 20,62       |  |
|                | Jean Oehler              | PS (UGSD)      | 8 096        | 16,29        | 14 633      | 29,42       |  |
|                | René Bailleux            | PCF            | 4 373        | 8,8          |             |             |  |
|                | Henri Bergez             | PSU            | 2 083        | 4,19         |             |             |  |
|                | Jean-Claude Meyer        | LCR            | 1 759        | 3,54         |             |             |  |
|                |                          |                |              |              |             |             |  |
| Inscrits       | Inscrits                 | Inscrits       | 69 860       | 100,00       | 69 861      | 100,00      |  |
| Abstentions    | Abstentions              | Abstentions    | 18 943       | 27,12        | 19 404      | 27,78       |  |
| Votants        | Votants                  | Votants        | 50 917       | 72,88        | 50 457      | 72,22       |  |
| Blancs et nuls | Blancs et nuls           | Blancs et nuls | 1 214        | 2,38         | 727         | 1,44        |  |
| Exprimés       | Exprimés                 | Exprimés       | 49 703       | 97,62        | 49 730      | 98,56       |  |

Le suppléant d'André Bord était Ernest Rickert. Ernest Rickert remplaça André Bord, nommé membre du gouvernement, du 6 mai 1973 au 2 avril 1978.

### Élections de 1978
| Candidat       | Candidat                 | Parti          | Premier tour | Premier tour | Second tour | Second tour |  |
| Candidat       | Candidat                 | Parti          | Voix         | %            | Voix        | %           |  |
| -------------- | ------------------------ | -------------- | ------------ | ------------ | ----------- | ----------- |  |
|                | André Bord sortant réélu | RPR            | 26 621       | 44,54        | 34 612      | 58,26       |  |
|                | Jean Oehler              | PS             | 13 715       | 22,95        | 24 795      | 41,74       |  |
|                | René Bailleux            | PCF            | 5 267        | 8,81         |             |             |  |
|                | Jean-Marie Brom          | Écologie 78    | 5 157        | 8,63         |             |             |  |
|                | André Vierling           | Divers droite  | 4 664        | 7,8          |             |             |  |
|                | Marc Buhagiar            | PFN            | 1 564        | 2,62         |             |             |  |
|                | Claude Ratzmann          | PSU (FA)       | 936          | 1,57         |             |             |  |
|                | Charles Feuerbach        | MRG            | 843          | 1,41         |             |             |  |
|                | Pierrette Morinaud       | LO             | 830          | 1,39         |             |             |  |
|                | Frédéric Kosman          | UOPDP          | 166          | 0,28         |             |             |  |
|                | B. Parent                | LCR            | 4            | 0,01         |             |             |  |
|                |                          |                |              |              |             |             |  |
| Inscrits       | Inscrits                 | Inscrits       | 78 017       | 100,00       | 78 017      | 100,00      |  |
| Abstentions    | Abstentions              | Abstentions    | 17 083       | 21,9         | 17 006      | 21,8        |  |
| Votants        | Votants                  | Votants        | 60 934       | 78,1         | 61 011      | 78,2        |  |
| Blancs et nuls | Blancs et nuls           | Blancs et nuls | 1 167        | 1,92         | 1 604       | 2,63        |  |
| Exprimés       | Exprimés                 | Exprimés       | 59 767       | 98,08        | 59 407      | 97,37       |  |

Le suppléant d'André Bord était Jean Waline, Professeur à la Faculté de Droit et des Sciences politiques, conseiller municipal de Strasbourg.

### Élections de 1981
| Candidat       | Candidat           | Parti          | Premier tour | Premier tour | Second tour | Second tour |  |
| Candidat       | Candidat           | Parti          | Voix         | %            | Voix        | %           |  |
| -------------- | ------------------ | -------------- | ------------ | ------------ | ----------- | ----------- |  |
|                | Jean Oehler élu    | PS             | 19 351       | 40,19        | 27 975      | 54,8        |  |
|                | André Bord sortant | RPR (UNM)      | 15 746       | 32,71        | 23 078      | 45,2        |  |
|                | André Vierling     | Divers droite  | 6 646        | 13,80        |             |             |  |
|                | René Bailleux      | PCF            | 2 133        | 4,43         |             |             |  |
|                | Jean de Barry      | MÉP            | 2 109        | 4,38         |             |             |  |
|                | Jean-Pierre Brun   | Divers droite  | 1 494        | 3,10         |             |             |  |
|                | Pierrette Morinaud | LO             | 469          | 0,97         |             |             |  |
|                | Bernard Fischer    | Extrême gauche | 195          | 0,40         |             |             |  |
|                |                    |                |              |              |             |             |  |
| Inscrits       | Inscrits           | Inscrits       | 81 255       | 100,00       | 81 255      | 100,00      |  |
| Abstentions    | Abstentions        | Abstentions    | 32 313       | 39,77        | 28 419      | 34,98       |  |
| Votants        | Votants            | Votants        | 48 942       | 60,23        | 52 836      | 65,02       |  |
| Blancs et nuls | Blancs et nuls     | Blancs et nuls | 799          | 1,63         | 1 783       | 3,37        |  |
| Exprimés       | Exprimés           | Exprimés       | 48 143       | 98,37        | 51 053      | 96,63       |  |

Le suppléant de Jean Oehler était Raymond Gruber, conseiller général du canton de Strasbourg-10.

### Élections de 1988
| Candidat       | Candidat                     | Parti           | Premier tour | Premier tour | Second tour | Second tour |  |
| Candidat       | Candidat                     | Parti           | Voix         | %            | Voix        | %           |  |
| -------------- | ---------------------------- | --------------- | ------------ | ------------ | ----------- | ----------- |  |
|                | Catherine Trautmann sortante | PS              | 11 822       | 41,48        | 15 179      | 49,61       |  |
|                | Marc Reymann sortant réélu   | UDF (CDS) (URC) | 10 009       | 35,12        | 15 418      | 50,39       |  |
|                | Robert Spieler sortant       | FN              | 5 195        | 18,23        |             |             |  |
|                | Jean-Baptiste Metz           | PCF             | 799          | 2,8          |             |             |  |
|                | Rémi Feutren                 | Divers centre   | 322          | 1,13         |             |             |  |
|                | Didier Barthelmé             | Régionaliste    | 248          | 0,87         |             |             |  |
|                | Gilles Pilard                | PFN             | 106          | 0,37         |             |             |  |
|                |                              |                 |              |              |             |             |  |
| Inscrits       | Inscrits                     | Inscrits        | 51 153       | 100,00       | 51 153      | 100,00      |  |
| Abstentions    | Abstentions                  | Abstentions     | 22 262       | 43,52        | 19 893      | 38,89       |  |
| Votants        | Votants                      | Votants         | 28 891       | 56,48        | 31 260      | 61,11       |  |
| Blancs et nuls | Blancs et nuls               | Blancs et nuls  | 390          | 1,35         | 663         | 2,12        |  |
| Exprimés       | Exprimés                     | Exprimés        | 28 501       | 98,65        | 30 597      | 97,88       |  |

Le suppléant de Marc Reymann était Paul Rall, conseiller municipal de Strasbourg.

### Élections de 1993
| Candidat       | Candidat                   | Parti          | Premier tour | Premier tour | Second tour | Second tour |  |
| Candidat       | Candidat                   | Parti          | Voix         | %            | Voix        | %           |  |
| -------------- | -------------------------- | -------------- | ------------ | ------------ | ----------- | ----------- |  |
|                | Marc Reymann sortant réélu | UDF (CDS)      | 10 473       | 36,09        | 16 167      | 59,72       |  |
|                | Michel Schmitt             | PS (ADFP)      | 4 789        | 16,5         | 10 905      | 40,28       |  |
|                | Yvan Blot                  | FN             | 4 382        | 15,1         |             |             |  |
|                | Yveline Moeglen            | GÉ (EÉ)        | 3 934        | 13,56        |             |             |  |
|                | Robert Spieler             | Régionaliste   | 2 252        | 7,76         |             |             |  |
|                | Geneviève Remy             | LT-LNÉ         | 1 237        | 4,26         |             |             |  |
|                | Jean-Baptiste Metz         | PCF            | 983          | 3,39         |             |             |  |
|                | Daniel Rouillon            | LO             | 576          | 1,98         |             |             |  |
|                | Philippe de Morant         | CNIP           | 243          | 0,84         |             |             |  |
|                | Jean-Pierre Denis          | PLN            | 152          | 0,52         |             |             |  |
|                |                            |                |              |              |             |             |  |
| Inscrits       | Inscrits                   | Inscrits       | 50 650       | 100,00       | 50 650      | 100,00      |  |
| Abstentions    | Abstentions                | Abstentions    | 20 383       | 40,24        | 21 503      | 42,45       |  |
| Votants        | Votants                    | Votants        | 30 267       | 59,76        | 29 147      | 57,55       |  |
| Blancs et nuls | Blancs et nuls             | Blancs et nuls | 1 246        | 4,12         | 2 075       | 7,12        |  |
| Exprimés       | Exprimés                   | Exprimés       | 29 021       | 95,88        | 27 072      | 92,88       |  |

Le suppléant de Marc Reymann était Robert Dorschner, RPR, enseignant universitaire.

### Élections de 1997
| Candidat       | Candidat                   | Parti              | Premier tour | Premier tour | Second tour | Second tour |  |
| Candidat       | Candidat                   | Parti              | Voix         | %            | Voix        | %           |  |
| -------------- | -------------------------- | ------------------ | ------------ | ------------ | ----------- | ----------- |  |
|                | Marc Reymann sortant réélu | UDF (FD)           | 8 343        | 28,19        | 16 216      | 53,32       |  |
|                | Jean-Claude Petitdemange   | PS                 | 8 077        | 27,29        | 14 197      | 46,68       |  |
|                | Jean-Louis Wehr            | FN                 | 6 059        | 20,47        |             |             |  |
|                | Laurent Fritz              | Les Verts          | 1 155        | 3,75         |             |             |  |
|                | Chantal Spieler            | Régionaliste (ADA) | 1 110        | 3,75         |             |             |  |
|                | Jean-Baptiste Metz         | PCF                | 988          | 3,34         |             |             |  |
|                | Daniel Rouillon            | LO                 | 975          | 3,29         |             |             |  |
|                | Jacques Kotoujansky        | LDI (MPF)          | 578          | 1,95         |             |             |  |
|                | Jean-Louis Amann           | MÉI                | 421          | 1,42         |             |             |  |
|                | Renco Moretti              | GÉ                 | 412          | 1,39         |             |             |  |
|                | Jean-Claude Meyer          | LCR                | 409          | 1,38         |             |             |  |
|                | Jean Sarrler               | LT-LNÉ             | 408          | 1,38         |             |             |  |
|                | Laurence Chevet            | US4J               | 349          | 1,18         |             |             |  |
|                | Dominique Gerber           | IR                 | 258          | 0,87         |             |             |  |
|                | Heid Piron                 | PLN                | 53           | 0,18         |             |             |  |
|                |                            |                    |              |              |             |             |  |
| Inscrits       | Inscrits                   | Inscrits           | 49 151       | 100,00       | 49 151      | 100,00      |  |
| Abstentions    | Abstentions                | Abstentions        | 18 509       | 37,66        | 16 909      | 34,4        |  |
| Votants        | Votants                    | Votants            | 30 642       | 62,34        | 32 242      | 65,6        |  |
| Blancs et nuls | Blancs et nuls             | Blancs et nuls     | 1 047        | 3,42         | 1 829       | 5,67        |  |
| Exprimés       | Exprimés                   | Exprimés           | 29 595       | 96,58        | 30 413      | 94,33       |  |

Le suppléant de Marc Reymann était Jean Erb, RPR, directeur de société.

### Élections de 2002
| Candidat       | Candidat                   | Parti                | Premier tour | Premier tour | Second tour | Second tour |  |
| Candidat       | Candidat                   | Parti                | Voix         | %            | Voix        | %           |  |
| -------------- | -------------------------- | -------------------- | ------------ | ------------ | ----------- | ----------- |  |
|                | Marc Reymann sortant réélu | UMP                  | 11 104       | 38,99        | 13 134      | 50,52       |  |
|                | Roland Ries                | PS                   | 9 509        | 33,39        | 12 863      | 49,48       |  |
|                | Robert Spieler             | Extrême droite (ADA) | 3 656        | 12,84        |             |             |  |
|                | Christine Panzer           | Les Verts            | 1 148        | 4,03         |             |             |  |
|                | Jean-Claude Petitdemange   | diss. PS             | 1 036        | 1,76         |             |             |  |
|                | Grégory Bisiaux            | Divers gauche        | 501          | 1,76         |             |             |  |
|                | François Bunner            | Pôle républicain     | 310          | 1,09         |             |             |  |
|                | Jean-Baptiste Metz         | PCF                  | 287          | 1,01         |             |             |  |
|                | Marie-Claude Richez        | LCR                  | 258          | 0,91         |             |             |  |
|                | Valérie Broussole          | PT                   | 244          | 0,86         |             |             |  |
|                | Roland Robert              | LO                   | 214          | 0,75         |             |             |  |
|                | Jean-Yves Rognon           | ÉD                   | 141          | 0,5          |             |             |  |
|                | Alexis Dubois              | Divers               | 72           | 0,25         |             |             |  |
|                |                            |                      |              |              |             |             |  |
| Inscrits       | Inscrits                   | Inscrits             | 48 370       | 100,00       | 48 372      | 100,00      |  |
| Abstentions    | Abstentions                | Abstentions          | 19 540       | 40,4         | 21 773      | 45,01       |  |
| Votants        | Votants                    | Votants              | 28 830       | 59,6         | 26 599      | 54,99       |  |
| Blancs et nuls | Blancs et nuls             | Blancs et nuls       | 350          | 1,21         | 602         | 2,26        |  |
| Exprimés       | Exprimés                   | Exprimés             | 28 480       | 98,79        | 25 997      | 97,74       |  |

Le suppléant de Marc Reymann était Jean-Philippe Maurer, conseiller général du canton de Strasbourg-7, assistant parlementaire.

### Élections de 2007
| Candidat       | Candidat                 | Parti          | Premier tour | Premier tour | Second tour | Second tour |  |
| Candidat       | Candidat                 | Parti          | Voix         | %            | Voix        | %           |  |
| -------------- | ------------------------ | -------------- | ------------ | ------------ | ----------- | ----------- |  |
|                | Jean-Philippe Maurer élu | UMP            | 10 797       | 38,87        | 13 211      | 51,32       |  |
|                | Philippe Bies            | PS             | 7 100        | 25,56        | 12 530      | 48,68       |  |
|                | Pascale Jurdant-Pfeiffer | UDF–MoDem      | 3 799        | 13,68        |             |             |  |
|                | Yann Wehrling            | Les Verts      | 1 642        | 5,91         |             |             |  |
|                | Xavier Codderens         | FN             | 1 258        | 4,53         |             |             |  |
|                | Francis Lalanne          | MÉI            | 975          | 3,51         |             |             |  |
|                | Jean-Baptiste Metz       | PCF            | 413          | 1,49         |             |             |  |
|                | Mohamed Er Rachidi       | Divers         | 334          | 1,2          |             |             |  |
|                | Philippe Morel           | SÉGA           | 273          | 0,98         |             |             |  |
|                | François-Joseph Mayer    | LFA            | 220          | 0,79         |             |             |  |
|                | Roland Robert            | LO             | 214          | 0,77         |             |             |  |
|                | Géraldine Grun-Nevers    | Divers droite  | 206          | 0,74         |             |             |  |
|                | Patrick Beaufrère        | DLR            | 151          | 0,54         |             |             |  |
|                | Armand Tenesso           | Divers         | 137          | 0,49         |             |             |  |
|                | Valérie Broussolle       | PT             | 101          | 0,36         |             |             |  |
|                | Michèle Depret           | MRC            | 79           | 0,28         |             |             |  |
|                | François Bunner          | Divers         | 77           | 0,28         |             |             |  |
|                |                          |                |              |              |             |             |  |
| Inscrits       | Inscrits                 | Inscrits       | 52 296       | 100,00       | 51 496      | 100,00      |  |
| Abstentions    | Abstentions              | Abstentions    | 24 264       | 46,4         | 25 170      | 48,88       |  |
| Votants        | Votants                  | Votants        | 28 032       | 53,6         | 26 326      | 51,12       |  |
| Blancs et nuls | Blancs et nuls           | Blancs et nuls | 256          | 0,91         | 585         | 2,22        |  |
| Exprimés       | Exprimés                 | Exprimés       | 27 776       | 99,09        | 25 741      | 97,78       |  |

### Élections de 2012
| Candidat       | Candidat                     | Parti          | Premier tour | Premier tour | Second tour | Second tour |  |
| Candidat       | Candidat                     | Parti          | Voix         | %            | Voix        | %           |  |
| -------------- | ---------------------------- | -------------- | ------------ | ------------ | ----------- | ----------- |  |
|                | Philippe Bies élu            | PS             | 13 983       | 37,62        | 18 791      | 52,25       |  |
|                | Jean-Philippe Maurer sortant | UMP (NC, PRV)  | 12 652       | 34,04        | 17 173      | 47,75       |  |
|                | Xavier Codderens             | RBM (FN)       | 4 611        | 12,41        |             |             |  |
|                | Éric Schultz                 | EÉLV           | 2 268        | 6,10         |             |             |  |
|                | Antoine Splet                | FG (PCF) (CCA) | 1 561        | 4,20         |             |             |  |
|                | Pascale Tussing              | CpF (MoDem)    | 848          | 2,28         |             |             |  |
|                | Dimitri Breiner              | Pirate         | 416          | 1,12         |             |             |  |
|                | Jean-Baptiste Caillat        | Divers droite  | 283          | 0,76         |             |             |  |
|                | Aurélien Dumez               | NPA            | 189          | 0,51         |             |             |  |
|                | Roland Robert                | LO             | 143          | 0,38         |             |             |  |
|                | Patrick Saule                | PPLD           | 110          | 0,30         |             |             |  |
|                | Élisabeth Del Grande         | POI            | 102          | 0,27         |             |             |  |
|                |                              |                |              |              |             |             |  |
| Inscrits       | Inscrits                     | Inscrits       | 71 162       | 100,00       | 71 163      | 100,00      |  |
| Abstentions    | Abstentions                  | Abstentions    | 33 673       | 47,32        | 34 435      | 48,39       |  |
| Votants        | Votants                      | Votants        | 37 489       | 52,68        | 36 728      | 51,61       |  |
| Blancs et nuls | Blancs et nuls               | Blancs et nuls | 323          | 0,86         | 764         | 2,08        |  |
| Exprimés       | Exprimés                     | Exprimés       | 37 166       | 99,14        | 35 964      | 97,92       |  |

### Élections de 2017
|                                                                          |                                                                                  |                           |                           |                          |                          |
|                                                                          |                                                                                  | Premier tour 11 juin 2017 | Premier tour 11 juin 2017 | Second tour 18 juin 2017 | Second tour 18 juin 2017 |
|                                                                          |                                                                                  |                           |                           |                          |                          |
|                                                                          |                                                                                  | Nombre                    | % des inscrits            | Nombre                   | % des inscrits           |
| Inscrits                                                                 | Inscrits                                                                         | 69 535                    | 100,00                    | 69 535                   | 100,00                   |
| Abstentions                                                              | Abstentions                                                                      | 36 238                    | 52,11                     | 42 337                   | 60,89                    |
| Votants                                                                  | Votants                                                                          | 33 297                    | 47,89                     | 27 198                   | 39,11                    |
|                                                                          |                                                                                  |                           | % des votants             |                          | % des votants            |
| Bulletins blancs                                                         | Bulletins blancs                                                                 | 271                       | 0,81                      | 1 771                    | 6,51                     |
| Bulletins nuls                                                           | Bulletins nuls                                                                   | 114                       | 0,34                      | 667                      | 2,45                     |
| Suffrages exprimés                                                       | Suffrages exprimés                                                               | 32 912                    | 98,84                     | 24 760                   | 91,04                    |
|                                                                          |                                                                                  |                           |                           |                          |                          |
| Candidat Étiquette politique (partis et alliances)                       | Candidat Étiquette politique (partis et alliances)                               | Voix                      | % des exprimés            | Voix                     | % des exprimés           |
|                                                                          |                                                                                  |                           |                           |                          |                          |
|                                                                          | Sylvain Waserman Mouvement démocrate (La République en marche)                   | 11 539                    | 35,06                     | 14 492                   | 58,53                    |
|                                                                          | Philippe Bies (député sortant) Parti socialiste                                  | 4 209                     | 12,79                     | 10 268                   | 41,47                    |
|                                                                          | Christine Kaidi La France insoumise                                              | 4 040                     | 12,28                     |                          |                          |
|                                                                          | Jean-Philippe Maurer Les Républicains diss.                                      | 3 596                     | 10,93                     |                          |                          |
|                                                                          | Julia Abraham Front national                                                     | 2 986                     | 9,07                      |                          |                          |
|                                                                          | Pascale Jurdant-Pfeiffer Union des démocrates et indépendants (Les Républicains) | 2 113                     | 6,42                      |                          |                          |
|                                                                          | Leyla Binici Europe Écologie Les Verts                                           | 1 424                     | 4,33                      |                          |                          |
|                                                                          | Alexandre Spinner Unser Land                                                     | 1 238                     | 3,76                      |                          |                          |
|                                                                          | Selen Yagmur Ayyildiz Parti animaliste                                           | 425                       | 1,29                      |                          |                          |
|                                                                          | Fabienne Schnitzler Mouvement écologiste indépendant                             | 360                       | 1,09                      |                          |                          |
|                                                                          | Marie-Pierre Ponpon Parti communiste français (Ensemble !)                       | 292                       | 0,89                      |                          |                          |
|                                                                          | Alain Carnesecca Union populaire républicaine                                    | 207                       | 0,63                      |                          |                          |
|                                                                          | Mehmet Caglar Parti égalité et justice                                           | 185                       | 0,56                      |                          |                          |
|                                                                          | Yann Lucas Lutte ouvrière                                                        | 175                       | 0,53                      |                          |                          |
|                                                                          | Saad Brahimi Divers                                                              | 123                       | 0,37                      |                          |                          |
| Source : Ministère de l'Intérieur - Deuxième circonscription du Bas-Rhin |                                                                                  |                           |                           |                          |                          |

### Élections de 2022
Les élections législatives françaises de 2022 se déroulent lieu les dimanches 12 et 19 juin 2022.
| Résultats des élections législatives des 12 et 19 juin 2022 de la 2e circonscription du Bas-Rhin |                            |                          |                          |              |              |             |             |
| Candidat                                                                                         | Candidat                   | Parti et coalition       | Nuance                   | Premier tour | Premier tour | Second tour | Second tour |
| Candidat                                                                                         | Candidat                   | Parti et coalition       | Nuance                   | Voix         | %            | Voix        | %           |
|                                                                                                  | Emmanuel Fernandes         | LFI (NUPES)              | NUP                      | 12 785       | 36,89        | 16 990      | 51,23       |
|                                                                                                  | Sylvain Waserman           | MoDem (ENS)              | ENS                      | 10 506       | 30,31        | 16 174      | 48,77       |
|                                                                                                  | Hombeline du Parc          | RN                       | RN                       | 3 977        | 11,47        |             |             |
|                                                                                                  | Alexandre Wolf-Samaloussi  | LR (UDC)                 | LR                       | 2 211        | 6,38         |             |             |
|                                                                                                  | Nelly Caminade             | REC                      | REC                      | 916          | 2,64         |             |             |
|                                                                                                  | Thibaut Vinci              | PRG                      | RDG                      | 857          | 2,47         |             |             |
|                                                                                                  | Cendrine Diemunsch         | UL (RPS)                 | REG                      | 813          | 2,35         |             |             |
|                                                                                                  | Fabienne Schnitzler        | MEI (TUPV)               | ECO                      | 768          | 2,22         |             |             |
|                                                                                                  | Margarethe Leonhart-Gruber | EAC                      | ECO                      | 622          | 1,79         |             |             |
|                                                                                                  | Déborah Goulet             | PA                       | ECO                      | 448          | 1,29         |             |             |
|                                                                                                  | Jamal Boussif              | USD                      | DIV                      | 234          | 0,68         |             |             |
|                                                                                                  | Alain Richard              | LO                       | DXG                      | 229          | 0,66         |             |             |
|                                                                                                  | Alexandre Grandjean        | PP                       | DIV                      | 177          | 0,51         |             |             |
|                                                                                                  | Armèle Bennes              | SE                       | DIV                      | 116          | 0,33         |             |             |
| Votes valides                                                                                    | Votes valides              | Votes valides            | Votes valides            | 34 659       | 98,68        | 33 164      | 95,65       |
| Votes blancs                                                                                     | Votes blancs               | Votes blancs             | Votes blancs             | 331          | 0,94         | 1 093       | 3,15        |
| Votes nuls                                                                                       | Votes nuls                 | Votes nuls               | Votes nuls               | 131          | 0,37         | 415         | 1,20        |
| Total                                                                                            | Total                      | Total                    | Total                    | 35 121       | 100          | 34 672      | 100         |
| Abstention                                                                                       | Abstention                 | Abstention               | Abstention               | 38 240       | 52,13        | 38 710      | 52,75       |
| Inscrits / participation                                                                         | Inscrits / participation   | Inscrits / participation | Inscrits / participation | 73 361       | 47,87        | 73 382      | 47,25       |

### Élections de 2024
| Candidat                 | Candidat                  | Parti et coalition       | Nuances                  | Premier tour | Premier tour | Second tour | Second tour |
| Candidat                 | Candidat                  | Parti et coalition       | Nuances                  | Voix         | %            | Voix        | %           |
| ------------------------ | ------------------------- | ------------------------ | ------------------------ | ------------ | ------------ | ----------- | ----------- |
|                          | Emmanuel Fernandes        | LFI (NFP)                | UG                       | 21 533       | 43,91        | 24 089      | 48,79       |
|                          | Rebecca Breitman          | MoDem (ENS)              | ENS                      | 11 063       | 22,56        | 13 962      | 28,28       |
|                          | Virginie Joron            | RN                       | RN                       | 10 407       | 21,22        | 11 326      | 22,94       |
|                          | Alexandre Wolf-Samaloussi | LR                       | LR                       | 3 287        | 6,70         |             |             |
|                          | Cendrine Diemunsch        | UL (R&PS)                | REG                      | 819          | 1,67         |             |             |
|                          | Jean-Marc Governatori     | EAC                      | ECO                      | 685          | 1,40         |             |             |
|                          | Fabienne Schnitzler       | MEI (RAS)                | ECO                      | 473          | 0,96         |             |             |
|                          | Elisa Clolot              | Volt                     | DVG                      | 358          | 0,73         |             |             |
|                          | Alain Richard             | LO                       | EXG                      | 262          | 0,53         |             |             |
|                          | Clément Soubise           | NPA-R                    | EXG                      | 154          | 0,31         |             |             |
|                          |                           |                          |                          |              |              |             |             |
| Votes valides            | Votes valides             | Votes valides            | Votes valides            | 49 041       | 98,62        |             |             |
| Votes blancs             | Votes blancs              | Votes blancs             | Votes blancs             | 476          | 0,96         |             |             |
| Votes nuls               | Votes nuls                | Votes nuls               | Votes nuls               | 209          | 0,42         |             |             |
| Total                    | Total                     | Total                    | Total                    | 49 726       | 100          |             | 100         |
| Abstention               | Abstention                | Abstention               | Abstention               | 23 266       | 31,87        |             |             |
| Inscrits / participation | Inscrits / participation  | Inscrits / participation | Inscrits / participation | 72 992       | 68,13        |             |             |